# Мајкл Рукер
Мајкл Рукер (енгл. Michael Rooker, рођен 6. априла 1955) је амерички глумац, познат по улогама Тери Кругера у филму Море љубави (1989),  Родија Бернса у филму Дани грома (1990), Била Брусарда у филму ЏФК (1991), Хала Такера у филму Алпиниста (1993), Мерла Диксона у серији Окружен мртвима (2010—2013) и Јондуа Удонте у филму Чувари галаксије (2014), наставку Чувари галаксије 2 (2017) и специјалу Чувари галаксије: Празнични специјал (2022). Играо је и у филму Острво фантазија.